# باربی و چلسی: تولد گمشده
باربی و چلسی: تولد گمشده فیلم پویانمایی تلویزیونی ماجراجویی کمدی به‌کارگردانی کاساندرا «کسی سیموندز» مک‌کی و نویسندگی آن آستن و ناتانیل «نیت» فدرمن، و داستان از  شارلوت فولرتن می‌باشد.